# Shiranui

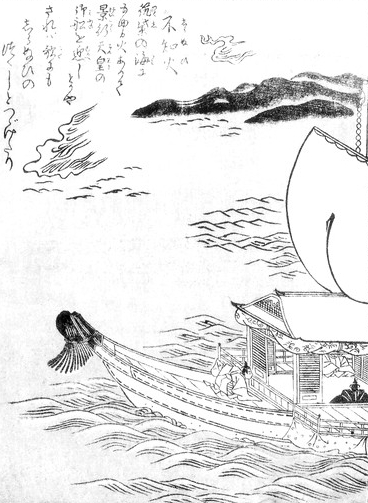
Shiranui

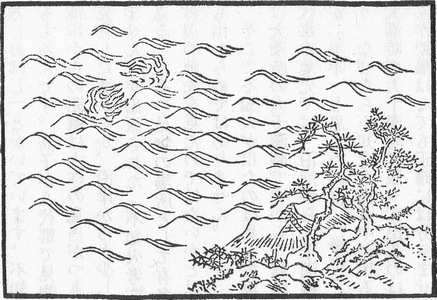
Shiranui

Lo  shiranui (不知火?, lett. "fuoco sconosciuto", Shiranuhi nell'ortografia storica kana) è un tipo di fuoco fantasma di cui si parla nel Kyūshū. Si dice che appaia nel Mare Yatsushiro e nel Mar Ariake al largo della città giapponese di Kumamoto ogni anno, nella notte di luna nuova, quando il vento è debole, l'ultimo giorno del settimo mese del calendario lunisolare giapponese.
Il fenomeno persiste ancora oggi, e si è stabilito che le strane luci sono un fenomeno ottico atmosferico dovuto alla rifrazione anomala dei fuochi dei pescatori.
Verso l'alba, innumerevoli luci di color arancione si accendono sopra e dentro l'acqua, muovendosi freneticamente. Sono state proposte numerosi spiegazioni (plancton in risalita, presenza di pescherecci al largo, pesci sconosciuti), ma ognuna non spiega la totalità del fenomeno. Gli ufologi hanno una loro teoria, che si riallacerebbe a quelle sostenenti l'atterraggio di alieni nell'antichità: a causare lo Shiranui sarebbe una razza aliena vivente sul fondo del mare, intenta a celebrare il suo approdo sulla Terra. Per quanto ardita, questa teoria trova un supporto nella regolarità del ripetersi ininterrotto dello shiranui da centinaia di anni, indipendentemente dalle condizioni atmosferiche e anche in periodi particolari per la storia del Giappone (il fenomeno si manifestò anche in piena seconda guerra mondiale) e dai continui avvistamenti di UFO in cielo durante il fenomeno. Su scala ridotta lo stesso sconcertante fenomeno accade a Ōshima (a sud di Tokyo): in questo caso gli ipotetici UFO sembrerebbero diretti verso antiche tombe raffiguranti, tra l'altro, strani esseri simili a quelli ritratti dai dogū che, per molti, altro non sarebbero che esseri alieni scesi sulla Terra in epoche remote.
Nella realtà non vi è alcuna traccia di questo presunto fenomeno, nessuna fotografia è stata reperibile e non si riscontra nessuna descrizione nelle guide della regione di Kumamoto. L'origine della leggenda si può datare all'epoca dell'imperatore Keikō, conosciuto anche come Ōtarashihikōshirowake no Sumeramikoto, che regnò tra il 71 e il 130 d.C. La sua storia è narrata in due cronache giapponesi, il Kojiki e il Nihongi. Nella seconda in particolare si racconta che l'imperatore Keikō, mentre navigava per fare ritorno dopo aver soggiogato le tribù dell'isola di Kyūshū, avrebbe visto luci misteriose brillare sul mare durante la notte e avrebbe chiesto al suo timoniere di raggiungerle. L'imperatore avrebbe chiesto inoltre spiegazioni sulla natura di quelle luci, ma nessuno seppe rispondere, così quel mare venne da allora chiamato Shiranui-kai, ovvero "Mare delle luci sconosciute". Quel mare è oggi noto come mare Yatsushiro (Yatsushiro-kai) e si trova tra la regione di Kumamoto e le isole Amakusa. La stessa regione di Kumamoto è anche chiamata Hi no kuni ("Terra dei fuochi") a causa delle frequenti eruzioni del vicino vulcano Aso, uno dei più attivi del mondo. È probabile che anche le luci, secondo l'antica cronaca avvistate dall'imperatore Keikō, fossero legate all'intensa attività vulcanica della zona.